# Nueva Francia
El virreinato de Nueva Francia (en francés: Vice-royauté de Nouvelle-France), comúnmente conocido como Nueva Francia (Nouvelle-France), fue la entidad territorial del Imperio colonial francés que comprendía todas las colonias francesas de Norteamérica, desde la desembocadura del río San Lorenzo hasta el delta del Misisipi, pasando por el territorio del valle del Ohio.
Existió durante buena parte de los siglos XVI, XVII y XVIII y constituía la principal colonia francesa en esta época. Su existencia se puede enmarcar en el período que se extiende desde la exploración del río San Lorenzo por Jacques Cartier en 1534 hasta la cesión de estos territorios a Gran Bretaña y a España tras el Tratado de París de 1763. Desde esa fecha, San Pedro y Miquelón es el único territorio francés en América del Norte, como último vestigio de Nueva Francia.

## Historia

### Primeras exploraciones
En 1524, el navegante italiano Giovanni da Verrazzano exploró la costa oriental y llamó al nuevo territorio Francesca, en honor al rey Francisco I de Francia. En 1534, Jacques Cartier levantó una cruz en la península de Gaspesia y reclamó las tierras en nombre de Francisco I. Los dos primeros viajes de Cartier tenían como objetivo encontrar un pasaje hacia oriente, mientras que el tercero buscaba descubrir el legendario reino de Saguenay y el establecimiento de una colonia permanente en las orillas del San Lorenzo. En 1534 llegó al territorio de los iroqueses, específicamente al campamento de Stadakoné, y secuestró a los dos hijos del jefe para llevárselos a Francia.
En 1535 los devolvió y llegó hasta la villa iroquesa de Hochelaga, a la que puso el nombre de La Chine. También fue el primero en llevar las enfermedades, en enrolar indios a la fuerza y en llevar una conducta violenta, que provocó enfrentamientos con los iroqueses. En agosto de 1541, la expedición francesa con 500 colonos a su cargo, que buscaba conquistar el territorio, se vio obligada a establecer una colonia fortificada debido a la resistencia de los iroqueses; el fuerte se llamó Charlesbourg-Royal y estaba en el sitio del actual distrito de Cap-Rouge en Quebec.
Se construyó un segundo fuerte sobre un acantilado que dominaba la colonia, para mejorar su protección. Después de haber dado a todos un trabajo que hacer, el 7 de septiembre, Cartier salió en un barco para un reconocimiento con una pequeña escolta, en busca de ese famoso reino de Saguenay. Sin embargo, el mal tiempo y los rápidos evitaron que llegase al río Ottawa.
Cartier regresó a Charlesbourg-Royal y se encontró a la colonia luchando contra los iroqueses por su supervivencia. Después de un invierno difícil, Cartier fue consciente de la falta de mano de obra y de recursos para proteger el fuerte y encontrar el reino de Saguenay. Regresó a Francia en junio de 1542. Ese mismo mes llegaron tres barcos franceses con 200 colonos más. Tras la partida de Cartier, el sieur de Roberval tomó el mando de Charlesbourg-Royal como teniente general de la Nueva Francia, cargo concedido por el rey. Después de un año la colonia vio frustrados sus intentos de conquista sobre todo por la hostilidad de los nativos iroqueses, que, con sus continuos ataques, llevaban a los colonos a la desesperación; por ello, a finales de 1543 los franceses decidieron escapar del asedio iroqués y volver a Francia.
Después de esta mala experiencia, Francia no estaba interesada en respaldar la reivindicación mediante asentamientos. Barcos de pesca franceses continuaron cruzando el Atlántico hasta el río San Lorenzo y establecieron alianzas con tribus indias que fueron de notable importancia una vez que Francia comenzó a ocupar la tierra. Los comerciantes franceses se percataron de que la región del río San Lorenzo producía pieles, en especial pieles de castor que eran difíciles de encontrar en Europa, ya que el castor europeo estaba cerca de la extinción. Finalmente, la Corona francesa decidió colonizar el territorio para asegurar y extender su influencia en América.
Los vastos territorios, que pasaron a ser conocidos como Acadia y Canadá, estaban habitados por pueblos nómadas amerindios; también había asentamientos de hurones e iroqueses. En la obra de Giovanni Battista Ramusio se indica un asentamiento iroqués cerca del actual Montreal. Las tierras estaban llenas de riquezas naturales por explotar que atrajeron la atención de los europeos. Hacia 1580, se habían establecido compañías francesas y se habían fletado barcos para llevar pieles a Europa.
La interacción entre nativos y europeos en este segundo periodo es desconocida en gran medida, debido a la falta de documentos históricos. Los siguientes intentos de establecer asentamientos permanentes concluyeron en fracaso. En 1598 se estableció un puesto comercial en la isla Sable, cerca de la costa de Acadia, pero no tuvo éxito. En 1600 se estableció otro puesto en Tadoussac (hoy provincia de Quebec), pero solo cinco colonos sobrevivieron el invierno. En 1604 se fundó un asentamiento en la isla Santa Cruz (Île-Saint-Croix), que se trasladó a Port-Royal en 1605, se abandonó en 1607, se restableció en 1610 y se destruyó definitivamente en 1613.

### Apogeo

Nueva Francia en su mayor extensión en 1710.

Los primeros intentos por colonizar los territorios aledaños al Misisipi habían resultado en rotundos fracasos. Quebec se fundó en 1608 y Montreal en 1642. Las colonias crecieron lentamente, en parte porque a las minorías religiosas no se les permitía establecerse; Nueva Francia era solamente católica.
Hacia mediados del siglo XVII la penetración francesa era bastante modesta (el censo de población de Nueva Francia de 1666 arrojaba una población de 3 215 habitantes). Debido a estos fracasos, en 1663 el rey Luis XIV decidió tomar cartas en el asunto y la colonización de América quedó bajo estricto control de la Corona francesa. A partir de entonces se dio un increíble impulso a la colonización.
Habiendo explorado el valle del río hasta su boca, desde Canadá, en 1682, René Robert Cavelier, Sieur de La Salle, nombró al gran cinturón central del territorio Louisiane (Luisiana), en honor al rey Luis XIV. En 1684 había dejado Francia con cuatro barcos y trescientos colonos para establecer una colonia en la boca del Misisipi. La colonia de Luisiana se fundó en 1699 y su capital, Nueva Orleans, en 1718. Francia pronto entró en conflicto con Gran Bretaña, cuyas colonias tenían frontera con las colonias francesas en varios lugares.

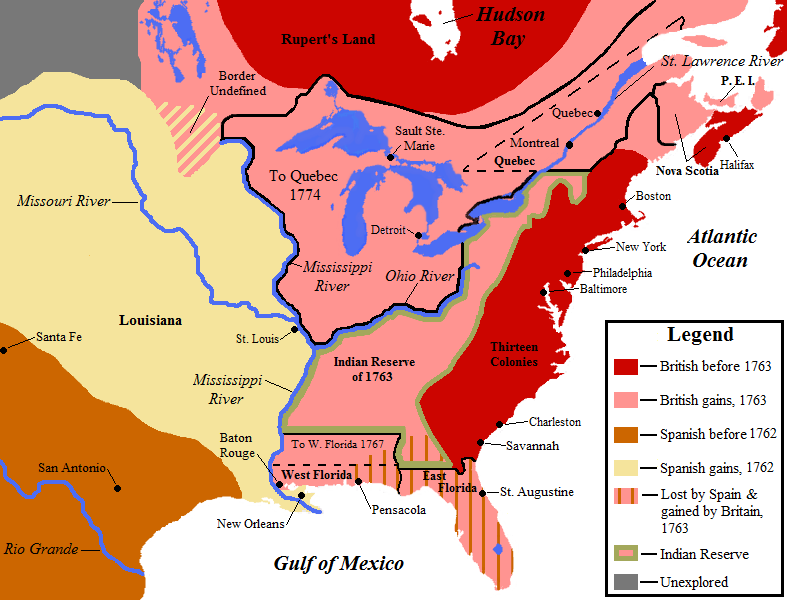
Reparto de Luisiana y Canadá (1763) entre Gran Bretaña y España, que a su vez entregó a los británicos la Florida.

En su momento de mayor extensión (antes del Tratado de Utrecht de 1713), el territorio de Nueva Francia comprendía desde la isla de Terranova al lago Superior y desde la bahía de Hudson al golfo de México. En esta época el territorio alcanzó su apogeo territorial y político. Se dividía en cinco colonias, cada una con su propia administración: Canadá, Acadia, Bahía de Hudson, Terranova y Luisiana.

### Caída y final
La cercanía a las colonias británicas, dadas las cada vez mayores extensiones de Nueva Francia, solo podía provocar nuevos conflictos, especialmente después de la Guerra de Sucesión Española. En 1756 estalló el conflicto en Europa, la que iba a ser la Guerra de los Siete Años, que también tuvo un frente bélico en las colonias de América. El conflicto aquí recibió el nombre de Guerra Franco-india (y constituía ya el cuarto enfrentamiento colonial entre ambas potencias) y duró nueve años.
En un principio tuvo un claro predominio francés, aunque el resultado final fue favorable a Gran Bretaña al conquistar Canadá. La paz se alcanzó con el Tratado de París el 10 de febrero de 1763 y supuso la pérdida de todas las posesiones continentales francesas (y, por ende, el final de la Nueva Francia), ya que tuvo que ceder Luisiana a España en compensación por la pérdida de Florida en manos de los británicos. La Luisiana española estuvo bajo soberanía hispana durante cuarenta años, hasta 1803, cuando Carlos IV entregó el territorio a Napoléon Bonaparte (entonces cónsul de la República Francesa) en el Tratado de Aranjuez (1801). Esta segunda soberanía francesa duró poco, porque al año siguiente pasó a los Estados Unidos mediante la Venta de Luisiana.

## Demografía
Los colonos franceses que poblaban la provincia francesa del Canadá provenían principalmente de las antiguas provincias de Francia de Aunis, Bretaña, Normandía, Poitou, Saintonge y del País Vasco francés.

## Nota
1. ↑  El Estandarte real de Francia en la Edad Moderna o "bandera de Borbón" era la bandera más utilizada en Nueva Francia.[1][2][3][4][5]